# Дэлди, Вики
Вики Дэлди (англ. Vicki Daldy; по мужу Вальк (англ. Valk); род. 24 октября 1966 года в Аделаиде, Южная Австралия, Австралия) — австралийская профессиональная баскетболистка, выступала в женской национальной баскетбольной лиге (ЖНБЛ). Играла на позиции разыгрывающего защитника. Двукратная чемпионка женской НБЛ (1990, 1994). В 2007 году возглавила тренерский штаб родной команды «Аделаида Лайтнинг», которую привела к последнему в её истории чемпионству (2008).
В составе национальной сборной Австралии принимала участие на предолимпийском турнире в Виго к Олимпийским играм 1992 года в Барселоне, на которые австралийки не попали.

## Ранние годы
Вики Дэлди родилась 24 октября 1966 года в городе Аделаида (штат Южная Австралия).